# Bobby Windsor
Robert William „Bobby“ Windsor (* 31. Januar 1948 in Newport) ist ein ehemaliger walisischer Rugby-Union-Spieler. Er spielte als Hakler für die walisische Nationalmannschaft und die British and Irish Lions.
Windsor begann seine Karriere in der Hintermannschaft, wechselte aber bald zu seiner Position als Hakler. Er spielte für Brynglas, Cross Keys und vor allem Pontypool, wo er mit Graham Price und Charlie Faulkner eine legendäre erste Reihe bildete („Viet Gwent“), die unter anderem vom Sänger Max Boyce besungen wurde. Neben seiner Laufbahn als Rugbyspieler ging er seiner Arbeit in einem Stahlwerk nach, was ihm im Gedränge half.
1973 spielte Windsor erstmals für die walisische Nationalmannschaft, der Gegner war Australien. Bei seinem Debüt legte er auch den einzigen Versuch seiner Karriere. Aufgrund hervorragender Leistungen wurde er im folgenden Jahr für die British and Irish Lions berücksichtigt und reiste mit nach Südafrika, wo die Lions-Auswahl als „unbesiegbar“ in die Geschichte einging. Sie verlor während der gesamten Tour kein einziges Spiel, die Springboks konnten nur ein Unentschieden erringen.
Zusammen mit Price und Faulkner spielte Windsor eine tragende Rolle beim Erfolg der Waliser in den 1970er Jahren. Zum Ende des Jahrzehnts gewann Wales viermal das Five Nations Championship, darunter zweimal den Grand Slam. 1977 wurde er erneut für eine Tour der Lions nominiert. Er kam im ersten Test gegen die All Blacks zum Einsatz, verlor danach aber seinen Stammplatz an Peter Wheeler. 1979 beendete er seine Karriere.
Im Jahr 2005 diagnostizierten Ärzte bei Windsor Prostatakrebs. Aufgrund der aus dieser Diagnose entstandenen Depressionen zerbrach seine zweite Ehe. Seine erste Ehefrau war wie eine seiner Schwiegertöchter und eine seiner Enkeltöchter an Krebs gestorben.  Er hat insgesamt sechs Kinder, 14 Enkelkinder und vier Urenkel.